# Baco niño
Baco niño es una pintura  al óleo sobre tabla luego trasladada a lienzo de 50 x 39 cm de Giovanni Bellini, de entre 1505 y 1510 y conservada en la Galería Nacional de Arte de Washington.

## Historia
La obra forma parte de la última fase de la producción del artista, en la cual abrazó las novedades del tonalismo de Giorgione. Conocida desde el siglo XIX, cuando se encontraba en las colecciones de Frederick Richards Leyland en Londres, atribuida antiguamente a Marco Basaiti. Pasó luego por diversas manos, hasta que en 1927 fue cedida a los Duveen Brothers, que la llevaron a los Estados Unidos y en 1949 la hicieron adquirir a Samuel H. Kress. En 1961 fue donada a la galería.
La identificación del tema se remonta a Gronau (1930) y probablemente se refiera a ella el "Baquillo con un jarro en la mano" que Ridolfi citó como obra de Giorgione en casa de Bartolo Delfino en Venecia, a mediados del siglo XVII. Shapley (1979) ligó la representación a una metáfora del solsticio de invierno, basada en una lectura de las Saturnales de Macrobio, imprimidas y comentadas en época humanista. De hecho, Baco, como dios agrícola, se consideraba que iba envejeciendo con el paso de las estaciones, igual que el nuevo año llega como un niño y se va como un viejo.
Fuerte es la similitud de la figura con el Baco niño en El festín de los dioses, lo que seguramente indica que las dos obras se realizaron en un mismo corto lapso de tiempo, quizás derivadas de los mismos estudios sobre el tema.

## Descripción y estilo
En un paisaje al aire libre se representa en un plano cercano al joven Baco sentado sobre una roca, con una túnica azul y sosteniendo con una mano una jarra de metal. Típico atributo suyo es la guirnalda de hojas de parra, sobre la frente. La pose suave y aparentemente descompuesta remite a los efectos del vino.
Es sorprendente la apertura del anciano artista entonces octogenario, a las novedades del tonalismo de Giorgione y Tiziano, así como al tema profano de la obra, raro en su producción.